# Esteban Roqué Segovia
Esteban Roqué Segovia (16 de mayo de 1974, Argentina),  es un exjugador de rugby español que jugaba de apertura.
En su carrera, tras seis temporadas en el club español El Salvador Rugby en 2007 decidió volver a Argentina por motivos económicos. Tras su vuelta al país que le vio nacer, Esteban se unió a su club de toda la vida el Club La Tablada con el que disfrutó del rugby de alto nivel. Aunque argentino de nacimiento participó con la selección española de rugby en la fase de clasificación para la Copa del Mundo de Rugby de Francia 2007. Tiene la peculiaridad de ser un gran pateador, con una alta efectividad en los lanzamientos a palos, que ha sido difícil de sustituir en el combinado nacional.

## Carrera Deportiva

### Club
Estuvo seis temporadas en El Salvador Rugby desde la 2001-2002 hasta la 2006-2007, ganándose pronto el puesto de apertura titular en dicho equipo e hizo que el seleccionador nacional se fijara en él, para que desde el momento de poder ser seleccionado, ocupara dicho puesto en la selección española

### Selección española
Jugó su primer partido con la selección española el 20 de noviembre de 2004 en un partido contra Hungría en el que España ganó 63-9.

## Palmarés

### Con sus clubes
- 3 Ligas Españolas con El Salvador Rugby en 2003, 2004 y 2007
- 3 Copas del Rey con El Salvador Rugby en 2005, 2006 y 2007
- 2 Copas Ibéricas con El Salvador Rugby
- 4 Supercopas de España con El Salvador Rugby

### Con el equipo nacional
(a 21/11/2008)
- 20 internacionalidades
- 52 transformaciones, 48 golpes de castigo
- 256 puntos
- Convocatorias por temporada: 1 en 2004, 6 en 2005, 5 en 2006 y 7 en 2007